# Đại công quốc Quần đảo Lagoan
Đại công quốc Quần đảo Lagoan (tiếng Anh: Grand Duchy of the Lagoan Isles) là một vi quốc gia có trụ sở tại Vương quốc Anh. Nó được thành lập vào năm 2005 bởi giáo viên Louis Robert Harold Stephens ("Đại Công tước Louis", sinh năm 1985) và tuyên bố là lãnh thổ của nó là ao Baffins ở Portsmouth, cùng với ba hòn đảo nhỏ nằm trong ao. Tuy nhiên, Đại công quốc không có sự hiện diện thực tế hoặc thực hiện bất kỳ quyền hạn nào đối với khu vực này và phần lớn các hoạt động của nó chỉ giới hạn trên Internet.

## Lịch sử
Lịch sử của trang trại Baffins (bao gồm cả ao) có từ năm 1194. Kể từ đó nó đã được đổi chủ nhiều lần. Vào thế kỷ 19, nó được sử dụng bởi nông dân địa phương vào năm 1912, nó trở thành một công viên công cộng. Năm 1938, nó suýt bị phá dỡ và được bán cho thành phố Portsmouth. Stephens xác lập chủ quyền của Đại Công quốc đối với các đảo trên ao vào ngày 16 tháng 8 năm 2005, sau khi nhận thấy rằng chúng không được đề cập cụ thể trong hợp đồng bán đất năm 1938, rồi gửi một lá thư thông báo yêu cầu của mình tới hội đồng Portsmouth. Sau đó vi quốc gia này đã phát hành một loạt tiền giấy với chủ đề điểu học.